# Сантьяго-Тулантепек
Сантьяго-Тулантепек (исп. Santiago Tulantepec) — небольшой город и административный центр муниципалитета Сантьяго-Тулантепек-де-Луго-Герреро в мексиканском штате Идальго. Численность населения, по данным переписи 2010 года, составила 16 078 человек.